# Jitin, Caraș-Severin
Jitin este un sat în comuna Ciudanovița din județul Caraș-Severin, Banat, România.

## Personalități locale
Una din personalitățile culturale românești remarcabile, sculptorul Romul Ladea este un nativ al Jitinului, fiind născut aici la 17 mai 1901. 

## Legături externe

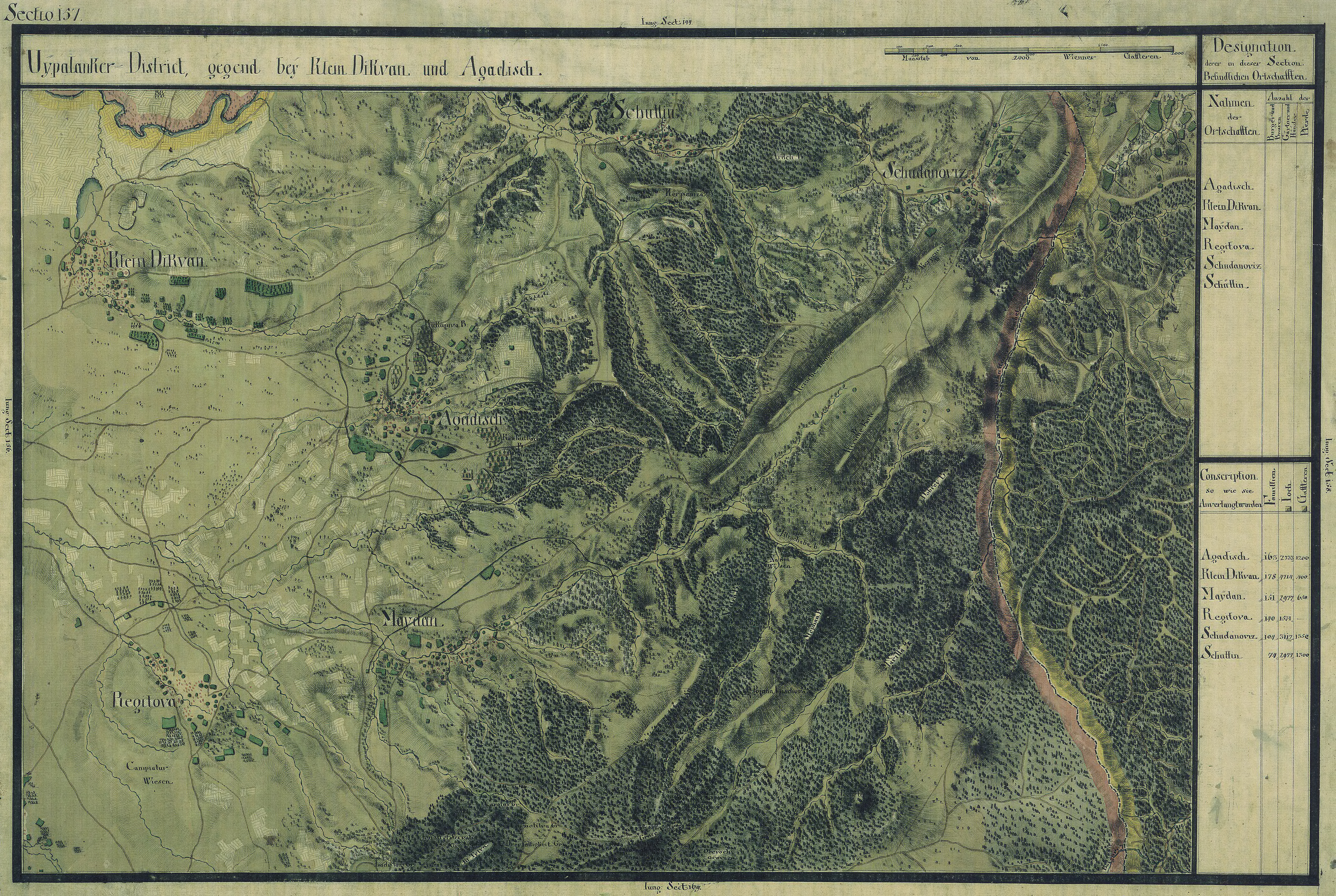
Jitin în Harta Iosefină a Banatului, 1769-72